# Aulacoschiza epipleuralis
Aulacoschiza epipleuralis är en skalbaggsart som beskrevs av Decelle 1973. Aulacoschiza epipleuralis ingår i släktet Aulacoschiza och familjen Melolonthidae. Inga underarter finns listade.